# Lluc (revista)
Lluc es una publicación bimestral en idioma catalán editada por Obra Cultural Balear (OCB), de 1974 a 1987. La etapa más influyente de la revista abarca los años de la evolución política española, desde la apertura del franquismo hasta los primeros años de régimen democrático.
La revista, originariamente fundada en 1921 y en formato bilingüe por Missioners dels Sagrats Cors, contenía artículos de apologética, de piedad e instrucción religiosa con otros de historia, de ciencia, de poesía y de crónica del santuario de Lluc, centro espiritual de Mallorca.
Desde 1974 la revista, aun conservando la titularidad original, es administrada por OCB que la convierte en un vehículo de comunicación cultural y social haciéndose eco en sentido progresista de las diferentes fases que se sucedieron durante la Transición Española. En 1987 se rompe el acuerdo, volviendo Lluc a ser editada por la Congregación propietaria de la cabecera.